# ایران در ۲۰۲۴
ایران در ۲۰۲۴ گاه‌شماری از مهم‌ترین رویدادها در سال ۲۰۲۴ در کشور ایران است.

## حاکمان
- رهبر جمهوری اسلامی ایران: سید علی خامنه‌ای
- رئیس‌جمهور ایران: سید ابراهیم رئیسی، (تا ۱۹ مه), محمد مخبر (۲۰ مه – ۳۰ جولای), مسعود پزشکیان (از ۳۰ جولای)
- مجلس شورای اسلامی: محمدباقر قالیباف
- قوه قضائیه جمهوری اسلامی ایران: غلامحسین محسنی اژه‌ای

## رویدادها

### ژانویه
- ۱ ژانویه – ایران رسماً به گروه بریکس پیوست.[۱]
- ۳ ژانویه – انفجارهای کرمان: دست‌کم ۱۰۳ نفر در یک حمله بمب‌گذاری در کرمان، طی مراسم بزرگداشت ترور قاسم سلیمانی کشته شدند.[۲]
- ۱۱ ژانویه – توقیف سنت نیکولاس: نیروی دریایی ارتش جمهوری اسلامی ایران کنترل نفتکش غیرنظامی St Nikolas با پرچم جزایر مارشال، تحت مدیریت ایالات متحده و عملیاتی توسط یونان را در دریای عمان به دست گرفت.[۳]
- ۱۵ ژانویه – سپاه پاسداران انقلاب اسلامی (IRGC) طی حمله موشکی و حمله پهپادی به اربیل، اقلیم کردستان عراق، عراق، چهار نفر را کشت و پنج نفر را مجروح کرد. سپاه همچنین یک موشک به هدفی در استان حلب، سوریه شلیک کرد.[۴]
- ۱۶ ژانویه:
  - دولت ایران مدت حبس نرگس محمدی، برنده جایزه نوبل، را به ۱۲ سال افزایش داد و او را به «تبلیغ علیه نظام» متهم کرد.[۵]
  - ایران حمله موشکی به ایالت بلوچستان در پاکستان انجام داد و اعلام کرد این حمله به «مراکز تروریستی» بوده است. پاکستان این اقدام را «نقض بدون دلیل حریم هوایی» خود خواند که منجر به کشته شدن دو کودک و زخمی شدن سه نفر دیگر شد.[۶]
- ۱۷ ژانویه – پاکستان در واکنش به حمله ۲۰۲۴ ایران به پاکستان، سفیر خود را از ایران فراخواند.[۷]
- ۱۸ ژانویه – عملیات مرگ بر سرمچار: نیروی هوایی پاکستان در پاسخ به حملات موشکی ایران به شبه‌نظامیان جدایی‌طلب بلوچ در بلوچستان، حملات هوایی دقیقی را علیه اهداف جدایی‌طلبی در داخل ایران آغاز کرد. گزارش‌ها از هدف قرار گرفتن اردوگاه‌های جبهه آزادی‌بخش بلوچستان و ارتش آزادی‌بخش بلوچستان حکایت دارد. انفجارهایی در سراوان، استان سیستان و بلوچستان، نزدیک مرز ایران–پاکستان گزارش شده است. در این حملات، چهار زن و سه کودک که همگی اتباع خارجی بودند، کشته شدند.[۸]
- ۲۰ ژانویه – یک حمله هوایی اسرائیل به ساختمانی در دمشق، سوریه، منجر به کشته شدن پنج عضو سپاه پاسداران انقلاب اسلامی از جمله سردار صادق امیدزاده شد.[۹]
- ۲۱ ژانویه – پنج سرباز در یک پادگان نظامی در کرمان بر اثر تیراندازی یکی از هم‌رزمانشان کشته شدند.[۱۰]
- ۲۵ ژانویه – وزارت بازرگانی ایالات متحده آمریکا جایزه‌ای ۱۵ میلیون دلاری برای اطلاعاتی دربارهٔ حسین هاتفی اردکانی، تاجر ایرانی متهم به تهیه قطعات پهپاد برای سپاه پاسداران انقلاب اسلامی و فروش آن‌ها به روسیه تعیین کرد.[۱۱]
- ۲۷ ژانویه – سه مهاجم مسلح ۹ کارگر پاکستانی را در سراوان به قتل رساندند.[۱۲]
- ۲۹ ژانویه – چهار مرد پس از محکوم شدن به طراحی یک بمب‌گذاری به دستور موساد در کارخانه‌ای که تجهیزات نظامی تولید می‌کند، اعدام شدند.[۱۳]

### فوریه
- ۸ فوریه – شرکت متا پلتفرمز حساب‌های اینستاگرام متعلق به سید علی خامنه‌ای، رهبر جمهوری اسلامی ایران، را به دلیل نقض سیاست «سازمان‌ها و افراد خطرناک» حذف کرد.[۱۴]
- ۱۱ فوریه – دو عضو بسیج در جریان حمله‌ای به یک پاسگاه در استان سیستان و بلوچستان کشته شدند.[۱۵]
- ۱۴ فوریه – انفجارهایی در مسیر خط لوله گاز طبیعی که از استان چهارمحال و بختیاری به دریای خزر امتداد دارد، رخ داد. مسئولان این حادثه را به «تروریسم و خرابکاری» نسبت دادند.[۱۶]
- ۱۷ فوریه – دوازده نفر در اثر تیراندازی جمعی یک مرد به بستگان خود، در جریان اختلافات خانوادگی در روستایی در استان کرمان، کشته شدند.[۱۷]

### مارس
- ۱ مارس –
  - شروین حاجی‌پور، برنده جایزه گرمی، به زندان محکوم شده و ملزم به نوشتن موسیقی ضدآمریکایی شد.[۱۸]
  - انتخابات مجلس شورای اسلامی (۱۴۰۳–۱۴۰۲): میزان مشارکت به پایین‌ترین سطح ثبت‌شده از زمان انقلاب ۱۳۵۷ رسید.[۱۹]
- ۷ مارس – ایران بار محموله کشتی نفت‌کش آمریکایی Advantage Sweet را به تلافی تحریم‌های آمریکا علیه ایران که فروش داروی تجویزی برای بیماری پروانه‌ای به ایران را محدود کرده‌اند، توقیف کرد.[۲۰]
- ۸ مارس – یک هیئت حقیقت‌یاب سازمان ملل متحد اعلام کرد که سرکوب اعتراضات مسالمت‌آمیز توسط دولت ایران به جنایت علیه بشریت منجر شده است.[۲۱]
- ۲۹ مارس – پوریا زراعتی، روزنامه‌نگار مخالف رژیم ایران که برای ایران اینترنشنال کار می‌کند، توسط مهاجمان ناشناس در لندن مورد حمله با چاقو قرار گرفت. او به بیمارستان منتقل شد و وضعیت او پایدار گزارش شده است.[۲۲]

### آوریل
- ۱ آوریل – حمله هوایی به کنسولگری ایران در دمشق: یک حمله هوایی اسرائیل به سفارت ایران در دمشق، منجر به کشته شدن هشت عضو سپاه پاسداران انقلاب اسلامی، از جمله سرتیپ محمدرضا زاهدی شد.[۲۳]
- ۴ آوریل – در حملات جیش‌العدل در چابهار و راسک، استان سیستان و بلوچستان، یازده افسر سپاه پاسداران و ۱۶ شبه‌نظامی کشته و ۱۰ تن از نیروهای امنیتی مجروح شدند.[۲۴]
- ۹ آوریل – شش افسر پلیس کشته و دو نفر دیگر در یک حمله به کاروان آنها در استان سیستان و بلوچستان زخمی شدند.[۲۵]
- ۱۳ آوریل –
  - ایران کشتی کانتینری ام‌اس‌سی آریس که با پرچم پرتغال در مادیرا ثبت شده و توسط MSC اجاره شده بود را توقیف کرد. مالک این کشتی با یک شرکت اسرائیلی مرتبط بود.[۲۶][۲۷]
  - حمله آوریل ۲۰۲۴ ایران به اسرائیل: ایران بین ۴۰۰ تا ۵۰۰ پهپاد و موشک کروز به سوی اسرائیل از ایران، عراق، سوریه، جنوب لبنان و یمن شلیک کرد.[۲۸]
- ۱۹ آوریل –
  - موشک‌هایی که گفته می‌شود توسط نیروهای دفاعی اسرائیل شلیک شده‌اند، ظاهراً سایت‌هایی در نزدیکی اصفهان، نقاطی در عراق و سایت‌های راداری در سوریه را هدف قرار دادند.[۲۹]
  - مردی در نزدیکی سفارت ایران در پاریس تهدید به انفجار کرد و پس از آن دستگیر شد.[۳۰]

### مه
- ۹ مه – ایران هشدار داد که در صورت ادامه هدف قرار دادن تأسیسات هسته‌ای ایران توسط اسرائیل، اقدام به ساخت جنگ‌افزار هسته‌ای خواهد کرد.[۳۱]
- ۱۰ مه – انتخابات مجلس شورای اسلامی (۱۴۰۳–۱۴۰۲) (دور دوم).[۳۲]
- ۱۶ مه – پلیس ۲۶۴ نفر، از جمله سه شهروند اروپایی، را به اتهام «اشاعه فرهنگ شیطان‌پرستی و برهنگی» در شهرستان شهریار، استان تهران دستگیر کرد.[۳۳]
- ۱۹ مه – سانحه سقوط بالگرد در ورزقان: یک بالگرد حامل سید ابراهیم رئیسی، رئیس‌جمهور ایران، وزیر امور خارجه حسین امیرعبداللهیان، استاندار آذربایجان شرقی مالک رحمتی و نماینده ولی فقیه در آذربایجان شرقی سید محمدعلی آل‌هاشم، در استان آذربایجان شرقی سقوط کرد. تمامی سرنشینان کشته شدند.[۳۴][۳۵][۳۶]
- ۲۰ مه – محمد مخبر، معاون رئیس‌جمهور ایران، پس از سانحه سقوط بالگرد در ورزقان که منجر به درگذشت سید ابراهیم رئیسی شد، به عنوان رئیس‌جمهور موقت ایران معرفی شد.[۳۷]
- ۲۹ مه – چهار پاکستانی در نزدیکی مشخیل، ایالت بلوچستان پاکستان، در اثر تیراندازی فرماندهی مرزبانی جمهوری اسلامی ایران کشته و دو نفر دیگر زخمی شدند.[۳۸]

### ژوئن
- ۲ ژوئن – رئیس‌جمهور پیشین محمود احمدی‌نژاد اعلام کرد که پس از سانحه سقوط بالگرد در ورزقان و درگذشت سید ابراهیم رئیسی، قصد دارد بار دیگر برای رئیس‌جمهور ایران شدن نامزد شود.[۳۹] با این حال، نامزدی او در ۹ ژوئن توسط شورای نگهبان رد شد.[۴۰]
- ۱۵ ژوئن – حمید نوری، مقام ایرانی که به دلیل نقش خود در اعدام‌های دسته‌جمعی تابستان ۱۳۶۷ ایران در سوئد به حبس ابد محکوم شده بود، در ازای آزادی دو شهروند سوئدی متهم به جاسوسی در ایران و با وساطت عمان در چارچوب یک تبادل زندانی آزاد شد.[۴۱]
- ۱۸ ژوئن –
  - زمین‌لرزه ۲۰۲۴ خراسان رضوی: زمین‌لرزه‌ای به بزرگی ۵٫۰ در کاشمر دست‌کم چهار نفر را کشت.[۴۲]
  - بر اثر اتصال کوتاه برق و وقوع آتش‌سوزی در بیمارستانی در رشت، ۹ نفر جان خود را از دست دادند.[۴۳]
  - دادگاهی در ایران نرگس محمدی، برنده جایزه صلح نوبل، را به یک سال زندان به اتهام تبلیغ علیه نظام محکوم کرد.[۴۴]
- ۱۹ ژوئن – کانادا سپاه پاسداران انقلاب اسلامی را در فهرست گروه‌های تروریستی قرار داد.[۴۵]
- ۲۸ ژوئن – انتخابات ریاست‌جمهوری ایران (۱۴۰۳): سعید جلیلی و مسعود پزشکیان به دور دوم نظام انتخاباتی دومرحله‌ای راه یافتند. این انتخابات با پایین‌ترین میزان مشارکت مردمی در تاریخ همراه بود.[۴۶]

### ژوئیه
- ۳ ژوئیه – ایران و ترکمنستان توافقنامه‌ای برای ساخت خط لوله ۱۲۵ کیلومتری امضا کردند که سالانه ۱۰ میلیارد متر مکعب گاز طبیعی به عراق تحویل می‌دهد.[۴۷]
- ۵ ژوئیه – انتخابات ریاست‌جمهوری ایران (۱۴۰۳): مسعود پزشکیان اصلاح‌طلب در دور دوم انتخابات با شکست سعید جلیلی اصولگرا به نهمین رئیس‌جمهور ایران تبدیل شد.[۴۸]
- ۷ ژوئیه – ناوچه سهند (کلاس موج)، ناوشکن نیروی دریایی ارتش ایران، هنگام تعمیرات در بندری در تنگه هرمز غرق شد و چندین ملوان زخمی شدند.[۴۹]
- ۹ ژوئیه –
  - سپاه پاسداران انقلاب اسلامی اعلام کرد که یک «گروه تروریستی ضدانقلاب» را در استان آذربایجان غربی منهدم کرده است.[۵۰]
  - ایوریل هینز، اداره‌کننده اطلاعات ملی ایالات متحده، ایران را به استفاده از رسانه‌های اجتماعی برای تشویق و تأمین مالی اعتراضات دانشجویی طرفدار فلسطین متهم کرد. هدف ایران از این اقدامات، عمیق‌تر کردن شکاف‌های سیاسی در آمریکا و افزایش بی‌اعتمادی به نهادهای دموکراتیک اعلام شد.[۵۱]
- ۱۵ ژوئیه – آذربایجان پس از تلاش‌ها برای بهبود روابط، سفارت خود را در تهران بازگشایی کرد.[۵۲]
- ۲۱ ژوئیه – ایران و سودان برای نخستین بار از سال ۲۰۱۶ سفرای خود را مبادله کردند.[۵۳]
- ۲۸ ژوئیه –
  - به دلیل موج گرمای شدید در سراسر کشور، تمامی ادارات دولتی و تجاری تعطیل شدند.[۵۴][۵۵]
  - مسعود پزشکیان رسماً به عنوان رئیس‌جمهور ایران توسط سید علی خامنه‌ای تأیید شد.[۵۶]
- ۳۰ ژوئیه – مسعود پزشکیان رسماً به عنوان رئیس‌جمهور ایران سوگند یاد کرد و تعهد داد که برای رفع تحریم‌ها تلاش کند.[۵۷]
- ۳۱ ژوئیه – اسماعیل هنیه، رئیس سیاسی حماس، در تهران ترور شد.[۵۸]

ادامه:

### اوت
- ۶ اوت – نظام جمهوری اسلامی ایران مردی را که به قتل یک افسر سپاه پاسداران انقلاب اسلامی در جریان اعتراضات ضد حکومتی و مرتبط با حجاب در ایران در سال ۲۰۲۲ محکوم شده بود، اعدام کرد.[۵۹]
- ۱۹ اوت – آژانس‌های امنیتی ایالات متحده رسماً ایران را به سازماندهی یک حمله سایبری علیه کمپین انتخاباتی دونالد ترامپ متهم کردند.[۶۰]
- ۲۰ اوت –
  - دولت ایران در واکنش به تعطیلی مرکز اسلامی هامبورگ توسط مقامات آلمان در ماه ژوئیه به اتهام ارتباط با تروریسم، دستور تعطیلی مؤسسه آموزش زبان آلمانی در تهران را صادر کرد.[۶۱]
  - یک اتوبوس حامل زائران پاکستانی به مقصد عراق در مسیر دهستان دهشیر-شهرستان تفت، استان یزد واژگون شد که منجر به کشته شدن ۲۸ نفر و زخمی شدن ۲۳ نفر دیگر گردید.[۶۲]
- ۲۱ اوت – مجلس شورای اسلامی تمامی وزرای پیشنهادی کابینه مسعود پزشکیان را تأیید کرد، نخستین باری که تمامی اعضای یک کابینه از سال ۲۰۰۱ مورد تأیید قرار می‌گیرند.[۶۳]
- ۲۸ اوت – دو افسر سپاه پاسداران انقلاب اسلامی در اثر نشتی گاز در یکی از کارگاه‌های این نیرو در استان اصفهان کشته و ده نفر دیگر زخمی شدند.[۶۴]
- ۲۹ اوت – دولت هامبورگ، آلمان، محمدهادی مفتح، رئیس ایرانی مرکز اسلامی هامبورگ را اخراج کرد و به او مهلت داد تا ۱۱ سپتامبر کشور را ترک کند، در غیر این صورت با نفی بلد روبرو خواهد شد.[۶۵]

### سپتامبر
- ۱ سپتامبر – یک ایستگاه هواشناسی نزدیک فرودگاه بین‌المللی قشم در دیرستان، بالاترین شاخص گرما تأیید نشده در کره زمین به میزان ۸۲٫۲ °C (180.0 °F) و بالاترین نقطه شبنم به میزان ۳۶٫۱ °C (97.0 °F) را ثبت کرد.[۶۶]
- ۹ سپتامبر –
  - وزیر امور خارجه ایالات متحده آنتونی بلینکن تأیید می‌کند که روسیه محموله‌ای از فتح ۳۶۰ موشک‌های بالستیک تاکتیکی از ایران دریافت کرده است و انتظار می‌رود این موشک‌ها «در چند هفته» مستقر شوند. ایران این گزارش‌ها را تکذیب کرده و آن را «جنگ روانی» می‌خواند.[۶۷]
  - بریتانیا، فرانسه و آلمان تحریم‌های جدیدی علیه ایران به دلیل تأمین موشک‌های بالستیک برای روسیه علیه اوکراین اعلام می‌کنند.[۶۸]
- ۱۲ سپتامبر – سه نفر از فرماندهی مرزبانی جمهوری اسلامی ایران در حمله‌ای مسلحانه به خودرویشان در شهرستان میرجاوه، استان سیستان و بلوچستان کشته می‌شوند. این حمله به عهده گروه جیش‌العدل گرفته می‌شود.[۶۹]
- ۱۵ سپتامبر – سی و چهار زن زندانی در زندان اوین در تهران به مناسبت سالگرد دومین سالگرد کشته‌شدن مهسا امینی دست به اعتصاب غذای جمعی می‌زنند.[۷۰]
- ۱۷ سپتامبر –
  - سفیر ایران در لبنان، مجتبی امانی، به همراه دو نفر از کارکنان سفارت در انفجار پیجرها و بی‌سیم‌های حزب‌الله لبنان که اعضای حزب‌الله لبنان را در سرتاسر لبنان هدف قرار می‌دهد، مجروح می‌شوند.[۷۱][۷۲]
  - یک تبعه اتریشی از زندانی در استان آذربایجان غربی پس از بازداشت برای مدتی نامعلوم و به اتهاماتی نامشخص آزاد می‌شود.[۷۳]
  - یک اتوبوس در استان یزد واژگون شده و ده نفر کشته و ۴۱ نفر دیگر زخمی می‌شوند.[۷۴]
- ۲۰ سپتامبر – رهبر معظم سید علی خامنه‌ای در پی مناسبت میلاد پیامبر فرمان عفو و تخفیف مجازات ۲٬۸۸۷ زندانی را صادر می‌کند که شامل ۵۹ نفر از محکومان اعدام در ایران، ۳۹ نفر از محکومان به جرائم ضد دولتی و ۴۰ تبعه خارجی است.[۷۵]
- ۲۱ سپتامبر – انفجار معدن زغال‌سنگ طبس: دست کم ۵۱ معدنچی کشته و ۲۸ نفر دیگر در اثر انفجار ناشی از نشت گاز متان در یک معدن زغال‌سنگ در طبس زخمی می‌شوند.[۷۶]
- ۲۲ سپتامبر – سپاه پاسداران انقلاب اسلامی ایران دوازده نفر را در شش استان مختلف ایران به اتهام همکاری با اسرائیل و «برنامه‌ریزی برای انجام اعمال علیه امنیت ایران» دستگیر می‌کند.[۷۷]
- ۲۳ سپتامبر – رپر و برنده جوایز گرمی شروین حاجی‌پور، که توسط رژیم ایران به دلیل ترانه برای… که مربوط به خیزش ۱۴۰۱ ایران بود زندانی شده بود، پس از دریافت عفو آزاد می‌شود.[۷۸]
- ۲۴ سپتامبر – سوئد به‌طور رسمی سپاه پاسداران انقلاب اسلامی و وزارت اطلاعات را به انجام حمله سایبری در سال ۲۰۲۳ متهم می‌کند که در آن ۱۵٬۰۰۰ پیام به منظور انتقام از افرادی که قرآنها را سوزانده‌اند، منتشر شده است.[۷۹]
- ۲۷ سپتامبر –
  - فرمانده سپاه پاسداران انقلاب اسلامی عباس نیلفروشان در حمله هوایی به مرکز فرماندهی حزب‌الله به مقر حزب‌الله لبنان در بیروت، لبنان کشته می‌شود، حمله‌ای که همچنین موجب کشته شدن دبیرکل این گروه، سید حسن نصرالله می‌شود.[۸۰]
  - وزارت دادگستری ایالات متحده آمریکا سه نفر از اعضای سپاه پاسداران انقلاب اسلامی را به دلیل هک کردن حزب جمهوری‌خواه (ایالات متحده آمریکا) و «سعی در اخلال در انتخابات ریاست‌جمهوری ایالات متحده آمریکا (۲۰۲۴)» متهم می‌کند.[۸۱]

### اکتبر
- ۱ اکتبر –
  - شش نفر، از جمله رئیس شورای شهر و یک فرمانده محلی سپاه پاسداران انقلاب اسلامی، در حملات مسلحانه جداگانه در شهرهای نیک‌شهر و خاش در استان سیستان و بلوچستان کشته شدند.[۸۲]
  - حمله اکتبر ۲۰۲۴ ایران به اسرائیل: ایران یک سری حملات موشکی علیه اسرائیل انجام داد.[۸۳]
- ۳ اکتبر – گزارش شده که حداقل ۲۶ نفر به‌دلیل مسمومیت با متانول پس از مصرف مشروبات الکلی غیرمجاز در استان مازندران، استان گیلان و استان همدان جان باخته‌اند.[۸۴]
- ۱۳ اکتبر – دو تبعه افغان در حمله تیراندازی نیروهای امنیتی ایران نزدیک سراوان کشته شدند.[۸۵][۸۶]
- ۲۳ اکتبر – ایالات متحده، سرتیپ روح‌الله بازقندی، رئیس پیشین ضداطلاعات سپاه پاسداران انقلاب اسلامی، و سه نفر دیگر را به‌خاطر نقشه‌ای برای ترور مسیح علی‌نژاد، مخالف تبعیدی، متهم کرد.[۸۷]
- ۲۶ اکتبر – حمله اکتبر ۲۰۲۴ اسرائیل به ایران: اسرائیل یک سری حملات موشکی علیه ایران، از جمله تهران، انجام داد،[۸۸] که در نتیجه چهار سرباز کشته شدند.[۸۹]
- ۲۷ اکتبر – جمشید شارمهد، یک مخالف که تابعیت آلمانی نیز داشت، به‌دلیل سرکردگی یک گروه پرو-سلطنت‌طلب مستقر در ایالات متحده و تروریسم، توسط رژیم اعدام شد،[۹۰] که باعث شد دولت آلمان در ۲۹ اکتبر سفیر خود را از ایران فرا بخواند.[۹۱] و تمامی سه کنسولگری ایران در آلمان در ۳۱ اکتبر بسته شد.[۹۲]

### نوامبر
- ۴ نوامبر – دو افسر سپاه پاسداران انقلاب اسلامی، از جمله ژنرال حمید مازندارانی و یک خلبان، در سقوط یک هواچرخ در عملیات ضدتروریستی در سیرکان، استان سیستان و بلوچستان کشته شدند.[۹۳]
- ۸ نوامبر – یک تبعه افغان در ایالات متحده به طرح قتل رئیس‌جمهور منتخب دونالد ترامپ به نمایندگی از سپاه پاسداران انقلاب اسلامی متهم شد.[۹۴]
- ۱۰ نوامبر – پنج عضو بسیج در حمله‌ای از سوی شبه‌نظامیان ناشناس در سراوان، سیستان و بلوچستان کشته شدند.[۹۵]
- ۱۲ نوامبر – محمدعلی سلامت، به‌عنوان یکی از معروف‌ترین متجاوزان سریالی در ایران با بیش از ۲۰۰ پرونده علیه او، در همدان اعدام شد.[۹۶]
- ۱۸ نوامبر – اتحادیه اروپا تحریم‌هایی را علیه کشتیرانی جمهوری اسلامی ایران به‌خاطر نقش این نهاد در صادرات تجهیزات نظامی و فناوری وضع کرد.[۹۷]

### دسامبر
- ۴ دسامبر –
  - نرگس محمدی، برنده جایزه صلح نوبل که در زندان به سر می‌برد، به‌دلایل پزشکی به‌طور موقت از زندان آزاد شد.[۹۸]
  - یک جنگنده نیروی هوایی ارتش جمهوری اسلامی ایران در نزدیکی فیروزآباد سقوط کرد و دو خلبان آن کشته شدند.[۹۹]
- ۱۴ دسامبر – دادگاهی در تهران، روزنامه‌نگار ایرانی-آمریکایی رضا ولی‌زاده را به‌دلیل همکاری با ایالات متحده به ده سال زندان محکوم کرد.[۱۰۰]
- ۱۹ دسامبر – چزیلیا سالا، روزنامه‌نگار ایتالیایی که برای روزنامه ایل فایلیو و شرکت پادکست Chora Media کار می‌کند، توسط پلیس تهران به اتهامات نامشخص دستگیر شد.[۱۰۱]
- ۲۱ دسامبر – یک اتوبوس در پاعلم، استان لرستان از پرتگاه سقوط کرد و ۹ نفر کشته و ۱۴ نفر دیگر زخمی شدند.[۱۰۲]
- ۲۸ دسامبر – یک کاپیتان پلیس در بندر لنگه در اثر انفجار یک بمب انتحاری کشته شد.[۱۰۳]

## درگذشتگان

### فوریه
- ۲۴ فوریه - پرویز ربیعی، دوبلور ایرانی.

### مارس
- ۲۰ مارس - فرامرز اصلانی، خواننده و آهنگساز ایرانی.

### آوریل
- ۱ آوریل - رضا داوودنژاد، بازیگر ایرانی.
- ۱۷ مه - زری خوشکام، بازیگر ایرانی.
- ۱۹ مه -
  - سید ابراهیم رئیسی، هشتمین رئیس‌جمهور ایران.
  - حسین امیرعبداللهیان، سیاستمدار، دیپلمات و وزیر امور خارجه ایران.
  - سید محمدعلی آل‌هاشم، امام جمعه تبریز، اهل ایران.

### ژوئیه
- ۲۲ ژوئیه - سعید راد، بازیگر ایرانی.

### اوت
- ۲۰ اوت - هوشنگ حریرچیان، بازیگر ایرانی.
- ۳۰ اوت - محمدعلی بهمنی، شاعر ایرانی.

### سپتامبر
- ۲ سپتامبر - جلیل تجلیل، استاد دانشگاه و مترجم اهل ایران.
- ۱۴ سپتامبر - صدرالدین حجازی، بازیگر ایرانی.
  - عباس نیلفروشان، نظامی ایرانی.

### اکتبر
- ۲۷ اکتبر - آرشاک قوکاسیان، دوبلور ایرانی-ارمنی.

### نوامبر
- ۱۳ نوامبر - کیانوش سنجری، ۴۲، فعال‌دانشجویی، وبلاگ‌نویس و روزنامه‌نگار اهل ایران.

### دسامبر
- ۲۳ دسامبر - ژاله علو، بازیگر و صدا پیشه اهل ایران.